# Монель

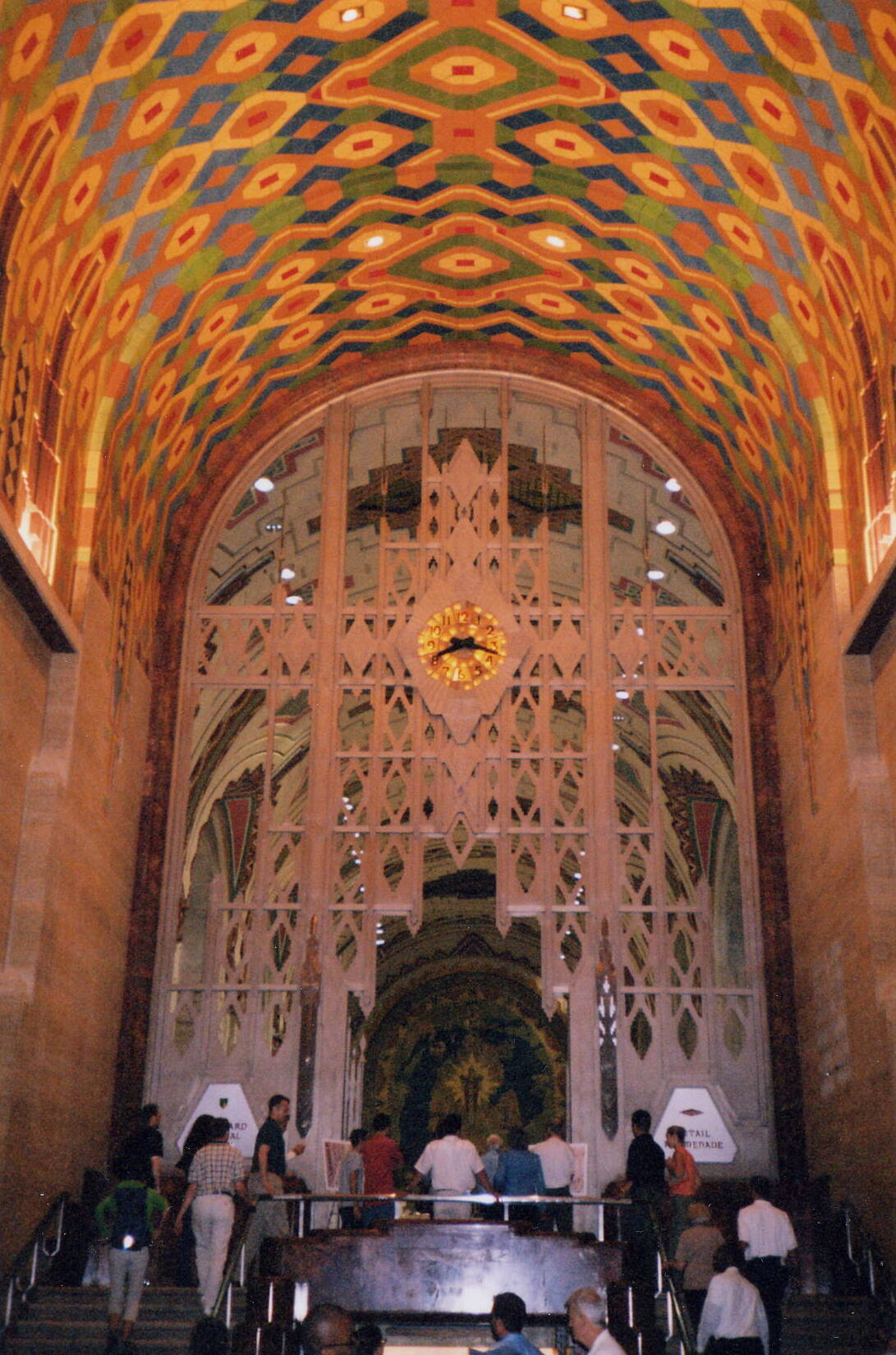
Ворота при вході в зал будинку Guardian Building у Детройті виконані у стилі Ар-деко виготовлені з монель-металу.

Моне́ль (монель-метал) (англ. Monel®) — високоміцний корозійностійкий нікелевий сплав, що містить 27…29% Cu, 2…3% Fe, 1,2…1,8% Μn. За ДСТУ ГОСТ 492:2007 маркується як сплав НМЖМц28-2,5-1,5 (за стандартами ISO — NiCu30).
Назва «Монель» є торговою маркою, що належить компанії Special Metals Corporation (США). Монель створено Девідом Брауном (англ. David H. Browne), головним металургом Міжнародної нікелевої компанії (англ. International Nickel Co). Сплав було названо на честь президента компанії Амброза Монеля (Ambrose Monell) і запатентовано у 1906 році.

## Властивості
Монель характеризується:
- високою корозійною стійкістю в морській воді і хімічних апаратах;
- відсутністю корозійного розтріскування;
- добрими механічними властивостями до температур близько 550 °C;
- доброю оброблюваністю і зварюваністю.

Його властивості:
- густина складає ρ = 8,4…8,8 г/см³,
- температура плавлення Тпл = 1300…1350 °C,
- модуль Юнга E = 180 ГПа,
- границя міцності σв = 440…590 МПа у м'якому стані[6] .

## Використання
Застосовують у хімічній, нафтовій, суднобудівній, медичній галузях при створенні апаратури захищеної від корозії. Невеликі добавки алюмінію та титану утворюють сплав K-500 (NiCu30AI3Ti) з такою ж корозійною стійкістю, але набагато більшою міцністю. Монель зазвичай набагато дорожчий від неіржавних сталей.